# ستانيمير مارينوف
ستانيمير مارينوف مواليد 7 سبتمبر 1991 في سيليسترا، بلغاريا، هو لاعب كرة سلة بلغاري. بدأ مسيرته الاحترافية في سنة 2011. يلعب مع نادي بريشتينا لكرة السلة في الدوري الكوسوفي لكرة السلة كلاعب هجوم خلفي. يحمل الرقم 23. يبلغ طوله 6 قدم 4 بوصة (1.9 م).

## روابط خارجية
- ستانيمير مارينوف على موقع الاتحاد الدولي لكرة السلة (الإنجليزية)
- ستانيمير مارينوف على موقع كرة السلة الأوروبية.كوم (الإنجليزية)
- ستانيمير مارينوف على موقع ريلجم (الإنجليزية)
- ستانيمير مارينوف على موقع بروبوليرز (الإنجليزية)